# Zenani Mandela-Dlamini
Zenani Mandela-Dlamini (4 februari 1958) is een dochter van Nelson Mandela en zijn tweede vrouw, Winnie Mandela. Van oktober 2012 tot 2017 was zij ambassadrice van Zuid-Afrika in Argentinië.

## Biografie
Zenani studeerde eerst aan de eerste multiraciale school van Zuid-Afrika, de Waterford Kamhlaba United World College of Southern Africa  en later wetenschappen aan de Universiteit van Boston. Daar ontmoette ze voor het eerst Prins Thumbumuzi Dlamini van Swaziland, een oudere broer van de regerende monarch van Swaziland, Mswati III, die eveneens wetenschappen studeerde aan dezelfde Universiteit. De twee trouwden in 1973 en kregen vier kinderen.  
Nadat haar vader tot president werd verkozen en inmiddels was gescheiden van zijn tweede vrouw, werd Zenani gekozen om haar vader te vergezellen tijdens zijn inauguratie  en was zij interim First lady van Zuid-Afrika tot haar vader hertrouwde. Tevens is zij mede-eigenaar van Mandela, Dlamini and Associates (International Business Consultants).